# Vogar (municipalité)
Pour l’article homonyme, voir Vogar (localité).
Vogar est une municipalité du sud-ouest de l'Islande, dans la péninsule de Reyjkjanes,  une zone volcanique d’exception.

## Histoire
Le 10 juillet 2023, dans le sud-est du territoire communal, en limite avec celui de Grindavíkurbær, une fissure volcanique s'ouvre au sud du Keilir et laisse s'échapper une coulée de lave qui se dirige vers le sud en direction de la Fagradalsfjall ; l'éruption se termine le 5 août. Les précédentes éruptions dans ce secteur en 2021 et 2022 s'étaient déroulées un peu plus au sud, dans la municipalité de Grindavíkurbær.